# Опсада Малте (1798—1800)
Опсада Малте (1798—1800), такође позната и као опсада Валете или Француска блокада (малтешки: L-Imblokk tal-Franċiżi), била је двогодишња опсада острва Малте коју су спровеле снаге Прве француске републике у склопу Наполеонове инвазије на Египат. Део је рата Друге коалиције.

## Историја
Наполеон је 1798. године покренуо флоту на Египат како би пресекао британске комуникације са Индијом. На путу француске флоте нашла се Малта којом од 1530. године владају витезови Хоспиталци. Французи 1798. године освајају острво. Наполеон је оставио гарнизон од 3000 људи под командом Клод Анрија Белгранда де Вабоа. Након уништења француске флоте у бици код Абукира 1798. године, Британска краљевска морнарица предузела је блокаду Малте уз помоћ устаника са самог острва. Опсада Валете трајала је две године. Француски гарнизон, суочен са озбиљним недостатком хране, био је приморан на повлачење. Мала количина залиха стигла је почетком 1799. године. Од тада су Британци у потпуности пресекли довоз намирница на острво. Почетком 1800. године глад и болести имали су катастрофалан ефекат на здравље, морал и борбену способност француских трупа. Фебруара 1800. године велики конвој под вођством адмирала Жана-Батиста Переа послат је из Тулона да пробије блокаду и снабде гарнизон на острву. Флота адмирала Хорација Нелсона пресрела је конвој. Француски војници на Малти могли су видети како британска флота у краткој борби разбија француски конвој. Пере је убијен. Французи су се држали још шест месеци. Пораз је био неизбежан. До 4. септембра, када је острво напуштено, смртност француских војника на Малти од тифуса и других болести досегао је 100 људи дневно. Малта је претворена у доминион краља Џорџа. Контрола над острвом био је један од разлога за обнављање сукоба 1803. године. Малта је остала под британском владом још 164 година, до стицања независност 1964. године.